# Диафрагма (контрацепция)

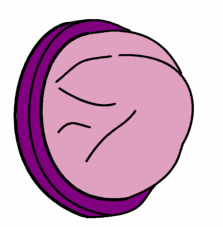
Внешний вид диафрагмы.

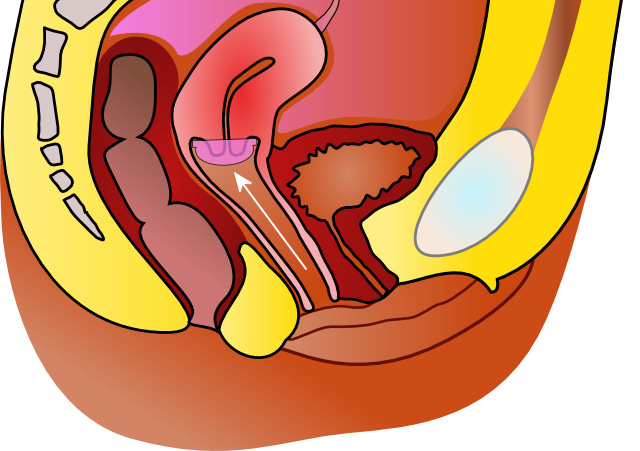
Схематическое изображение установки диафрагмы.

Влага́лищная диафра́гма — барьерный метод женской контрацепции, изобретённый в 1838 году немецким учёным Менсингом. Наибольшую популярность приобрёл во второй половине XX века. Диафрагма представляет собой резиновый или изготовленный из латекса куполообразный колпачок с гибким ободком. Купол диафрагмы прикрывает шейку матки. Расположенная во влагалище, диафрагма является механическим препятствием для сперматозоидов — они не могут попасть в матку. Существует несколько видов диафрагм (плоская, кольцевая, изогнутая) различных размеров.
Подбор диафрагм соответствующего вида и размера производит врач-гинеколог, так как характеристики диафрагмы зависят от анатомических и иных особенностей женщины. Кроме того, любое крупное изменение в весе может потребовать изменения размеров диафрагмы. Диафрагму вводят во влагалище за некоторое время до полового акта, часто применяя спермициды. Это позволяет минимизировать риск попадания сперматозоида в маточную трубу. Побочные эффекты использования диафрагмы проявляются в её неудобстве, а также проявлении аллергических реакций или инфицировании в некоторых случаях. Также большой недостаток диафрагм в сложности их применения.

## Основные недостатки использования диафрагмы
- Относительно низкий контрацептивный эффект (6-20 случаев неэффективности на 100 женщин в год)[1], необходимость одновременного применения спермицидов.
- Возможно проявление аллергических реакций[2].
- Подбор размера диафрагмы зависит от объёма влагалища и величины шейки матки, и осуществляется врачом-гинекологом[3].
- В первое время могут возникнуть сложности с установкой диафрагмы и, особенно, с её извлечением. Данные процедуры малоэстетичны и достаточно трудоёмки — требуют от женщины определённых навыков[4].
- Возможно инфицирование мочевых путей вследствие давления диафрагмы на уретру. При неправильно подобранном размере диафрагмы возможно сдавливание ободком мочевыводящих протоков, что нарушает продвижение мочи по мочеиспускательному каналу и повышает вероятность воспалительных процессов.
- Извлекать диафрагму или колпачок следует не ранее, чем через 6 часов после полового акта и не позднее чем через 24 часа после введения, так как их более длительное нахождение во влагалище может привести к инфицированию влагалища и проникновению болезнетворных микроорганизмов в цервикальный канал и далее в матку и придатки[5].
- Диафрагма не предотвращает заражение ИППП[6].
- Диафрагма противопоказана страдающим эрозией шейки матки, воспалительными заболеваниями органов малого таза, женщинам с загибом матки, опущением стенок влагалища[7].
- Необходимо заранее планировать половой акт.
- Требует специального ухода и хранения[8].
- Нельзя использовать во время месячных.
- Диафрагма в сочетании со спермицидными веществами может привести к развитию вагинального кандидоза (молочницы)[9].